# Youssra Zekrani
Youssra Zekrani (sinh ngày 7 tháng 1 năm 1995) là một tay kiếm người Maroc. Cô đã tham gia cuộc thi kiếm liễu nữ tại Thế vận hội mùa hè 2016.